# Dusk... and Her Embrace
Dusk... and Her Embrace es la tercera entrega de Cradle of Filth y el segundo álbum de duración completa. Difiere en gran medida de los álbumes previos en términos de sonido. La música es más rápida y más completa, y las voces de Dani Filth están a su extremo. El álbum está inspirado en los escritos de Sheridan Le Fanu y muchas de las canciones apuntan al vampirismo, aunque los vampiros no son mencionados por su nombre. Algunas versiones del álbum incluyen 3 temas extras: una versión de Slayer, "Hell Awaits"; el instrumental "Carmilla's Masque"; y "Nocturnal Supremacy '96", una modernización del tema de V Empire.
Los sonidos orquestales (aunque mayormente sintetizados) están incluidos en las canciones más que en las previas entregas, aunque hay unos pocos instrumentales puros como en The Principle of Evil Made Flesh. El álbum llega al clímax con un discurso en el tema final, "Haunted Shores", hecho por Cronos, vocalista invitado de la banda Venom.
Dusk... and Her Embrace es el único álbum que incluye a la banda con poca o ninguna pintura corporal.

## Lista de temas
1. "Humana Inspired to Nightmare" – 1:23
2. "Heaven Thorn Asunder" – 7:04
3. "Funeral in Carpathia" - 8:24
4. "A Gothic Romance (red roses for the devil's whore)" - 8:35
5. "Malice Through the Looking Glass" - 5:30
6. "Dusk and Her Embrace" - 6:09
7. "The Graveyard by Moonlight" - 2:28
8. "Beauty Slept in Sodom" - 6:32
9. "Haunted Shores" - 7:04

Los dos temas extras que vienen con la edición especial Coffin Box Set son

10. "Hell Awaits" (Cover de Slayer) – 5:38

11. "Carmilla's Masque" – 2:54
La versión Digipack contiene un tema entre las canciones 4 y 5

5. "Nocturnal Supremacy '96" - 5:58

## Créditos

### Integrantes
- Dani Filth - Voz
- Stuart Antsis - Guitarra
- Damien Gregori - Teclados
- Robin Graves - Bajo
- Nicholas Barker - Batería
- Gian Pyres - Guitarra

### Producción
- Nigel Wingrove - Dirección de arte
- Mez - Ilustración (Diseño)
- Danielle Cneajna Cottington - Voz de acompañamiento
- Sarah Jezebel Deva - Voz de acompañamiento
- Dani Filth - Letra
- Chris Bell, Salvatore, Simon Marsden - Fotografía
- Kit Woolven - Productor
- Cradle Of Filth - Escrito por